# Eucalyptus erythrocorys
Espèce
Classification phylogénétique
Répartition géographique
Eucalyptus erythrocorys, l'Illyarie,  est une espèce de plantes à fleurs de la famille des Myrtaceae. C'est un eucalyptus originaire du sud-ouest australien.
De petite taille (3 à 10 m de haut), son écorce est lisse et il se caractérise par ses grandes fleurs qui peuvent atteindre plus de 5 cm de diamètre. Elles sont d'un jaune vif et sont couvertes par un opercule d'un rouge brillant à l'origine de son épithète spécifique (erythrocorys signifie « casque rouge »). Les étamines sont groupées en quatre lots et les fruits sont à côtes avec un sommet rouge.